# Josef Hoffmann
Cet article concerne l'architecte. Pour le pianiste, voir Josef Hofmann. Pour les articles homonymes, voir Hoffman.
Josef Hoffmann, né le 15 décembre 1870 à Brtnice et mort le 7 mai 1956 à Vienne, est un architecte, designer et entrepreneur autrichien, cofondateur du Wiener Werkstätte, et l'une des principales figures de la Sécession viennoise. L'influence de ce créateur sur le modernisme au XXe siècle est considérable.

## Biographie

### Enfance et formation
Franz Josef Maria Hoffmann est né le 15 décembre 1870 à Pirnitz (actuelle Brtnice), en Moravie (Autriche-Hongrie). Sa mère est Leopoldine Tuppy (1846-1906) et son père, Josef (1835-1903), maire de Pirnitz, fut un important industriel du textile, travaillant pour l'usine lainière de la famille princière des Collalto (de), d'origine lombarde. On destine le jeune-homme au métier d'avocat, mais rapidement, il se sent attiré par les techniques industrielles et l'artisanat ; aussi il entre à École nationale des métiers d'art (Staatsgewerbeschule) de Brno. Il a pour condisciple Leopold Bauer qui deviendra également architecte.
Hoffmann travaille ensuite, dans le cadre de son service national (1891), au bureau de construction militaire de Würzburg, puis il est étudiant entre 1892 et 1895 à l'académie des beaux-arts de Vienne, suit les cours de Felician Myrbach, puis se spécialise en architecture, avec pour maître Karl von Hasenauer et surtout Otto Wagner. En 1896, il effectue un voyage de fin d'études d'une année en Italie, dont il revient avec le premier prix (Staatsreisestipendium) et très marqué par les maisons de forme cubique avec leurs toits plats et leurs façades lisses qu'il a découvert dans la campagne romaine.

### Avec l'avant-garde viennoise
Dans le studio de Wagner, il rencontre Joseph Maria Olbrich, avec qui il fonde la Sécession viennoise en 1897, une association d'artistes qu'il quittera en 1905, et où, entre autres, Gustav Klimt, Koloman Moser, Alfred Roller forment un groupe très actif, fer de lance de la modernité viennoise.
En 1899, il devient professeur à la Kunstgwerbeschule de Vienne, fonction qu'il assurera jusqu'en 1936. Jacques-Émile Ruhlmann et Paul Poiret seront entre autres ses élèves. En 1901, il est nommé chevalier par l'empereur François-Joseph.
En 1903, grâce au banquier Fritz Wärndorfer (de), il fonde avec Koloman Moser, la Wiener Werkstätte, un atelier privé de production couvrant tous les métiers liées à l'architecture, la décoration, la mode, le design, et bien d'autres métiers mêlant art et artisanat. L'entreprise basée à Vienne perdure jusqu'en 1932, ouvre des filiales dans le monde et fait appel à des dizaines de créateurs, produisant plusieurs milliers d'objets, sans parler de bâtiments ou d'espaces, totalement pris en charge. 
En 1906, Hoffmann supervise son premier grand ouvrage, le sanatorium de Purkersdorf. Grâce à ses contacts avec Adolphe Stoclet, administrateur de la Compagnie des chemins de fer austro-belges qui exploitait l'Aspangbahn en Autriche, est construit de 1905 à 1911 le Palais Stoclet (Bruxelles). Il conçoit également de nombreuses résidences privées, notamment à Vienne entre la Steinfeldgasse et la Wollergasse. Avec le temps, son style devient de plus en plus sobre, se limitant de plus en plus aux bâtiments fonctionnels. En 1906, il devient membre du Deutscher Werkbund, puis en 1912 de l'Österreichischer Werkbund (de).
Josef Hoffmann a également dessiné des meubles (dont la Sitzmachine, 1905), de la verrerie, des objets en métal, de la céramique et des tissus. 
En 1927, il est le correspondant autrichien de l'American Institute of Architects.

### Anschluss et nazisme
De nature essentiellement apolitique, il salue en mars 1938 « l'annexion » de l'Autriche par l'Allemagne nazie, car il y voit la promesse d'une reprise économique et la relance de sa pratique architecturale promise par le nouveau régime. Bien que son style ait été diffamé en tant qu'« artiste décoratif dégénéré » par l'idéologue nazi Paul Schmitthenner, les nouveaux dirigeants du pays cherchent à instrumentaliser Hoffmann. Le seul bâtiment notoire de cette époque est le palais de l'ambassade d'Allemagne (Deutsche Botschaft) situé dans le quartier de Rennweg à Vienne (1938-1945), devenu la Haus der Wehrmacht (« maison des forces armées ») qui toutefois ne suit pas vraiment les canons officiels du régime ; on compte aussi quelques objets décoratifs. Ce bâtiment sert ensuite de siège au Foreign Office britannique, puis, fortement abîmé par les bombardements, il est détruit.

### Après 1945
Après la Seconde Guerre mondiale, Hoffmann a assumé diverses tâches officielles, comme responsable du Commissariat général autrichien pour la Biennale de Venise et membre du Sénat artistique autrichien (Österreichischer Kunstsenat). En 1950, avec Albert Paris Gütersloh, il fonde la Fédération des artistes plasticiens modernes en Autriche. En 1950, il reçoit la croix de commandeur de la République italienne, puis le Grand prix d'État autrichien. Entre 1949 et 1954, il supervise la conception de grands ensembles résidentiels situés à Vienne.
Il meurt le 7 mai 1956 à Vienne.

## Vie privée
Hoffmann s'est marié deux fois. En 1903, il épouse Anna Hladik (née en 1880) avec laquelle il a un fils, Wolfgang (1900–1969), qui devient architecte. Divorcé en 1922, il épouse en 1925 Carla Schmatz (née en 1894), qui était mannequin pour la Wiener Werkstätte.

## Réalisations

### Bâtiments et monuments

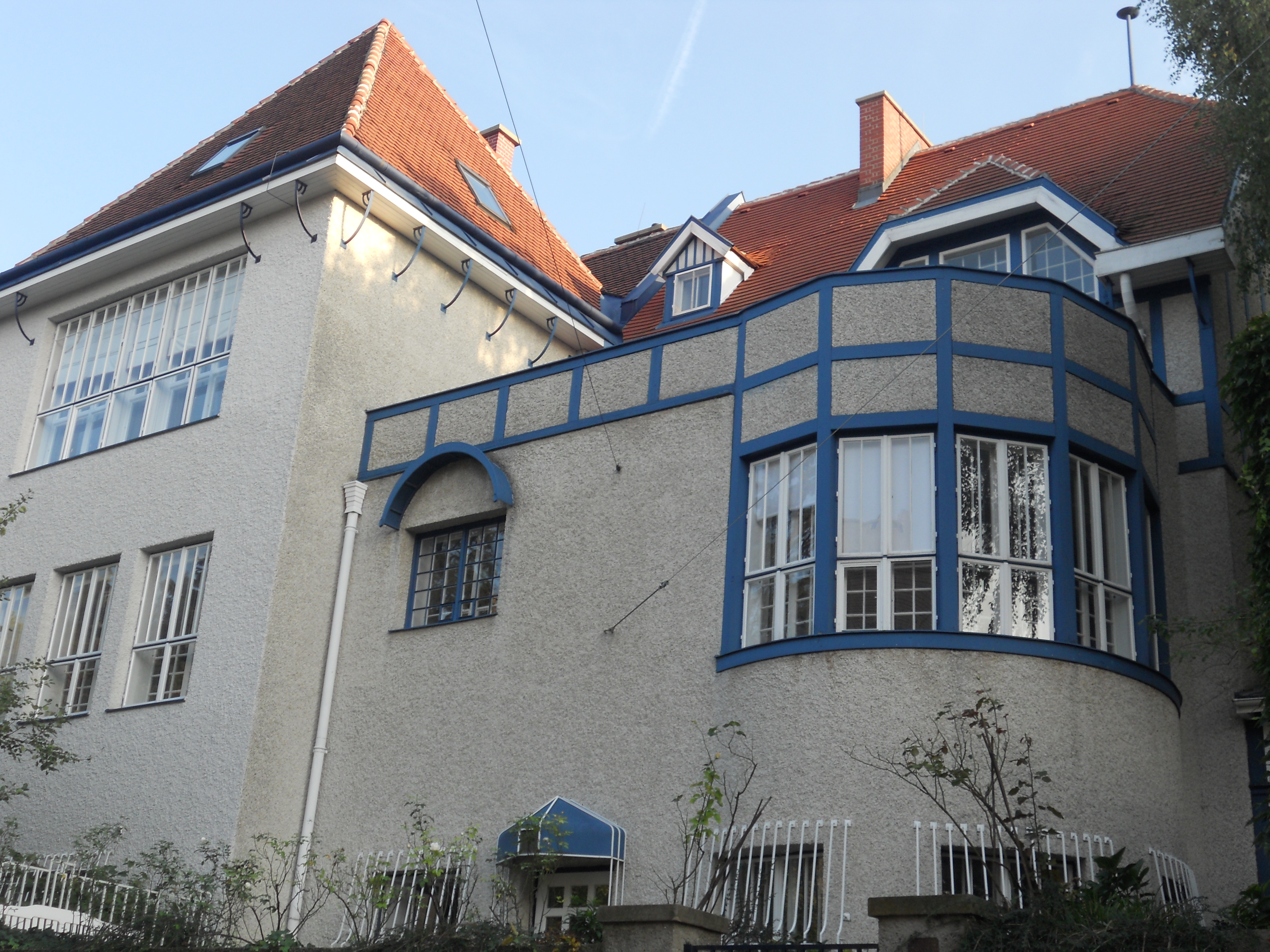
Haus Moser-Moll (1900-1901) sur Hohen Warte (Vienne).

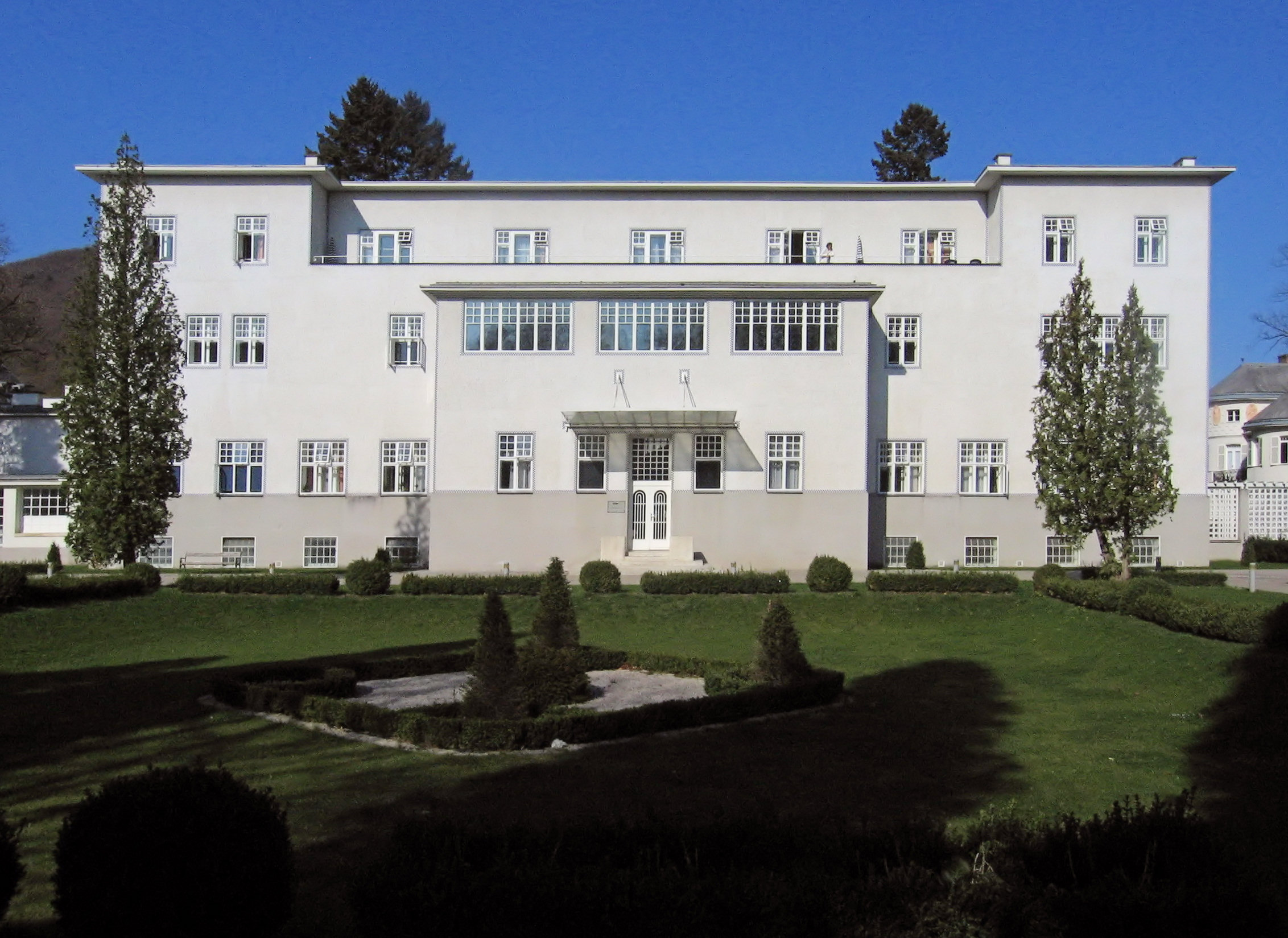
Façade du sanatorium de Purkersdorf (1904-1906, près de Vienne).

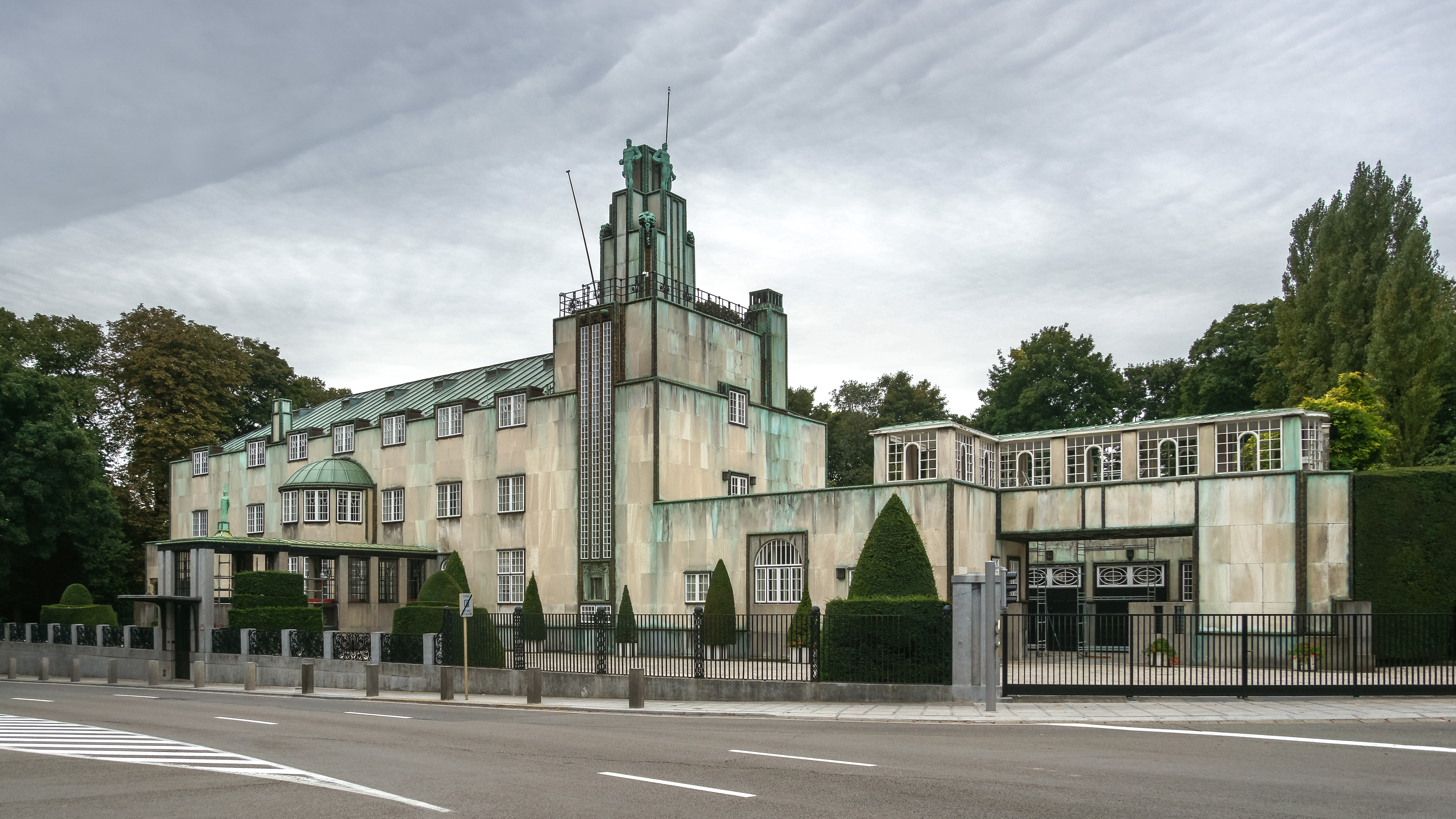
Le Palais Stoclet (1906-1911, Bruxelles).

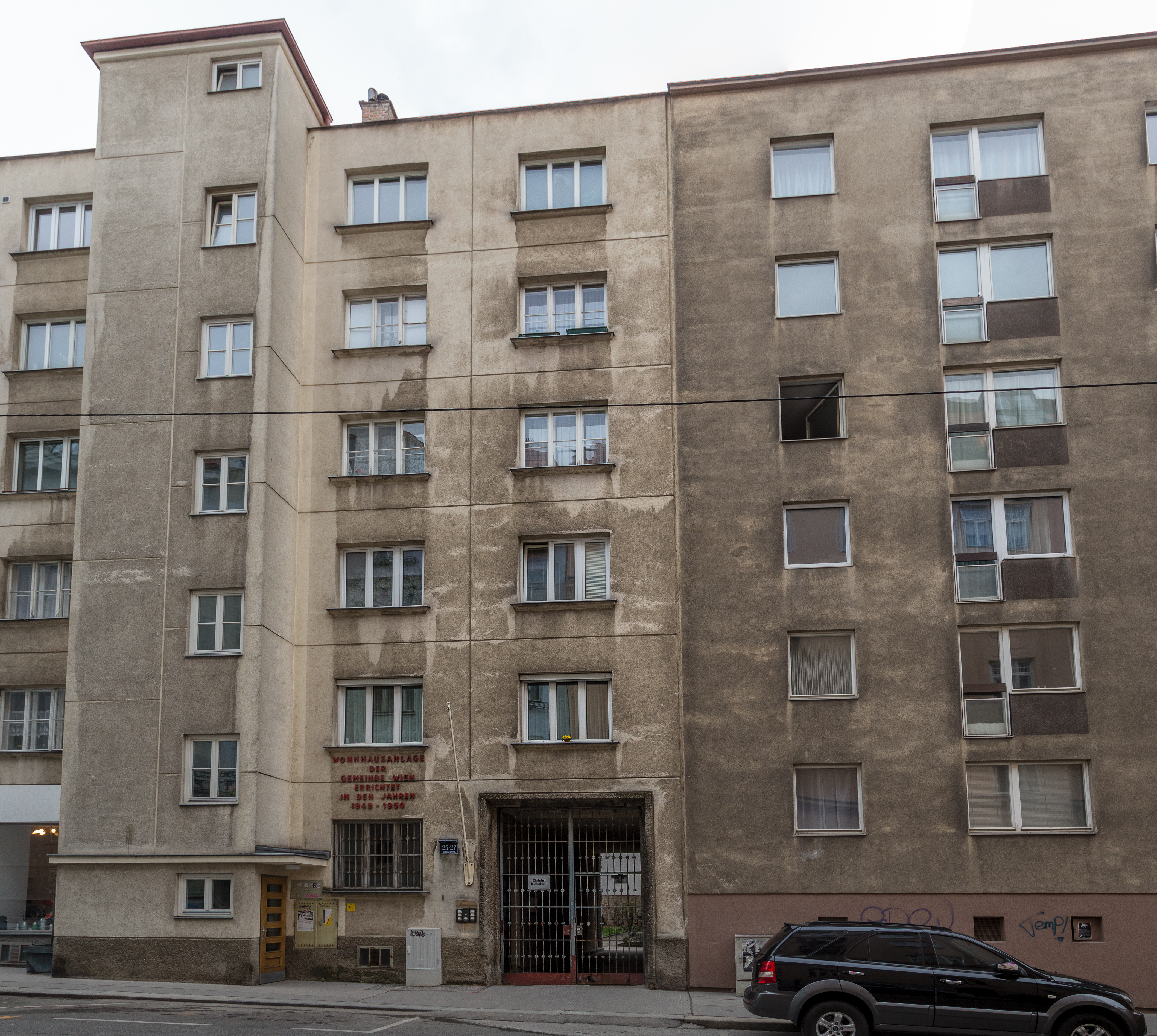
Ensemble résidentiel (1950, Vienne).

- 1899-1900 : reconstruction et aménagement de la maison de Paul Wittgenstein (1842–1928), puis du Bureau de l'administration forestière du domaine à Hohenberg (Basse-Autriche)
- 1900 : tombeau de Carl Hochstetter (Grinzinger Friedhof, Vienne)
- 1900-1901 : double-maison pour Koloman Moser et Carl Moll dite « Haus Moser-Moll » (colonie d'artistes, Steinfeldgasse/Wollergasse, Vienne)
- 1900-1903 : maison du docteur Henneberg et maison Spitzer (colonie d'artistes, Steinfeldgasse/Wollergasse, Vienne)
- 1902-1903 : église de Sankt Aegyd am Neuwalde
- 1903 : maison domaniale Knips à Seeboden
- 1903 : local d'hébergement pour les Aciéries Poldi (Karl Wittgenstein) à Kladno
- 1904 : rénovation et décoration de la maison de campagne de Wilhelm Figdor à Baden
- 1904–1906 : Sanatorium de Purkersdorf
- 1905-1906 : maison d'Alexander Brauner (Vienne, Geweygasse 11)
- 1905-1906 : reconstruction et décoration du pavillon de chasse de Karl Wittgenstein à Rohr im Gebirge
- 1905-1906 : résidence de l'écrivain Beer-Hofmann à Vienne
- 1906-1911 : palais Stoclet à Bruxelles
- 1907 : siège de la Wiener Werkstätte (Vienne)
- 1908-1909 : reconstruction et ameublement de la Villa Pickler à Budapest
- 1909–1911 : maison d'Eduard Ast (Vienne, Steinfeldgasse 2)
- 1910 : bureau d'Adolphe Stoclet, Banque d'Outremer, rue de Bréderode, à Bruxelles
- 1910 : maison de campagne pour Otto Böhler à Kapfenberg
- 1910 : tombeau d'Emil Zuckerkandl (Grinzinger Friedhof, Vienne)
- 1910-1911 : maison Pazzani (Klosterneuburg)
- 1910-1911 : crypte pour la sépulture d'Albert Figdor (Grinzing, Vienne)
- 1911 : tombeau de Gustav Mahler (Grinzing, Vienne)
- 1911 : pavillon autrichien pour l'exposition internationale d'art de Rome
- 1912 : tombeau de Paul Wittgenstein et Helene Hochstetter (Grinzing, Vienne)
- 1913–1915 : Villa Skywa-Primavesi (Vienne, Gloriettegasse 18)
- 1913–1914 : succursale de l'usine Pelikan-Werke Günther Wagner (Vienne, Laxenburger Straße)
- 1914 : pavillon autrichien pour l'exposition du Deutscher Werkbund, Cologne
- 1914-1917 : usine Wacker Chemiewerke à Burghausen
- 1919 : tombeau de la famille Knips (cimetière de Hietzing, Vienne)
- 1920–1921 : maison Fritz Grohmann à Würbenthal
- 1922-1923 : maison Dunckel à Budapest
- 1924 : Villa Gretl à Gars am Kamp
- 1924-1925 : zone résidentielle « Klose-Hof » (Vienne, Philippovichgasse 1–3)
- 1925 : supervise le pavillon autrichien de l'exposition des arts décoratifs de Paris
- 1927 : maison Pazzani à Klosterneuburg
- 1928–1932 : zone résidentielle « Anton-Hölzl-Hof » (Vienne, Laxenburger Straße 94)
- 1928–1929 : 
  - maison pour Isidor Diamant à Klausenburg, Siebenbürgen (Roumanie)
  - bureaux pour Industria Sarmej S.A. à Klausenburg
- 1930 : monument commémoratif à Otto Wagner (Vienne, Makartgasse 2)
- 1931 : boutique Altmann & Kühne (en) (Vienne, Graben 30)
- 1932 : quatre maisons mitoyennes situées sur le Werkbundsiedlung (Vienne, Veitingergasse 79-85)
- 1932 : prototype de « maison modulable » présentée à la foire du Printemps de Vienne (Wiener Frühjahrsmesse)
- 1934 : Villa Sinaiberger (Skoczów, Pologne)
- 1934 : White Cube[7], pavillon autrichien de la Biennale de Venise
- 1939-1940 : Deutschen Botschaft et Haus der Wehrmacht (Vienne, détruits)
- 1940-1941 : bureaux de l'usine de Porcelaine de Saxe (Vienne, détruits)
- 1949–1950 : zone résidentielle (Vienne, Blechturmgasse 23–27)
- 1951 : zone résidentielle (Vienne, Silbergasse 2–4)
- 1953-1954 : zone résidentielle (Vienne, Heiligenstädter Straße 129)

### Décoration intérieure et design

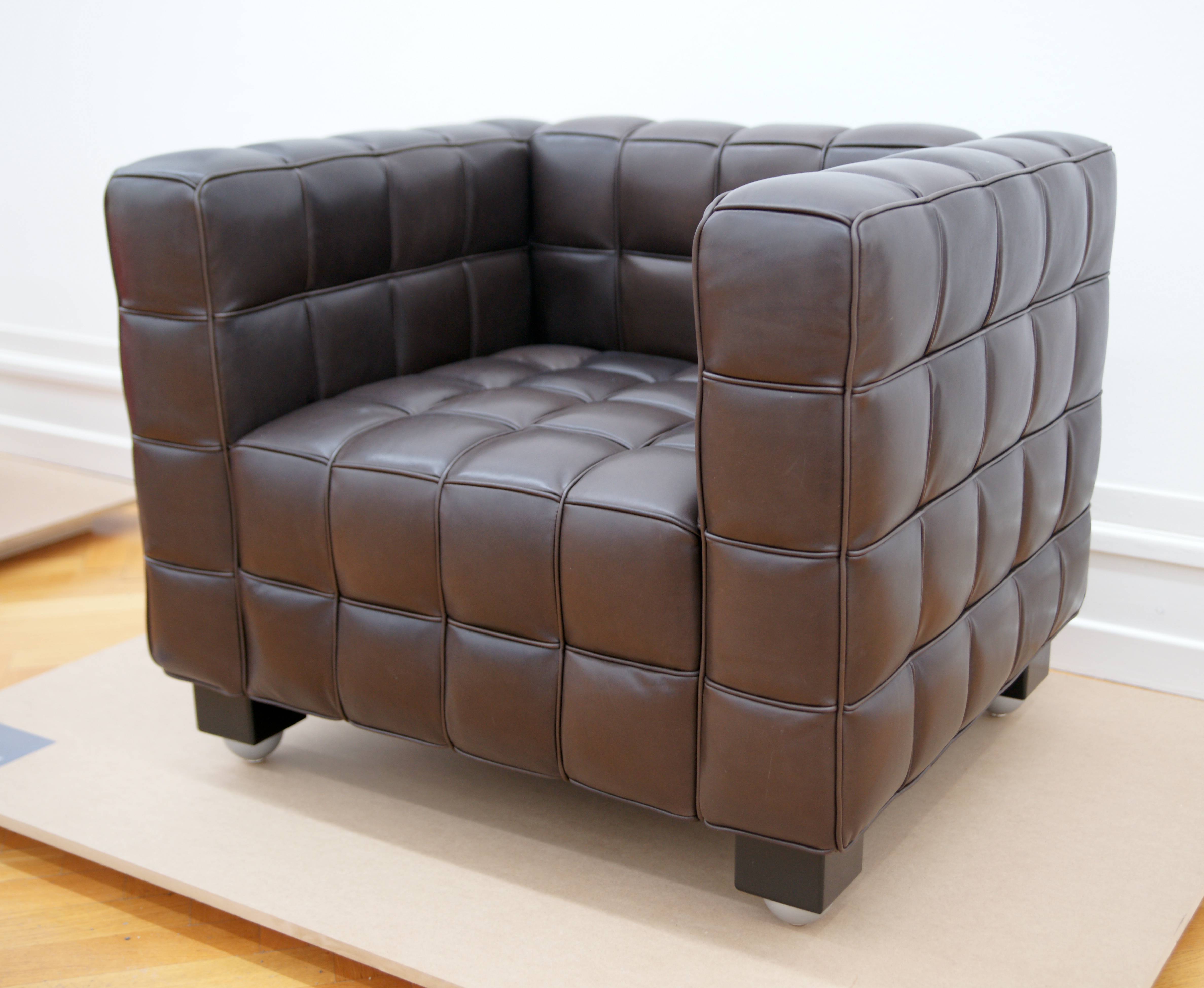
Fauteuil Kubus (1910, réédition).

- 1897-1903 : travaux pour la Sécession viennoise
- 1899 : ameublement de la maison de Max Kurzweil (Vienne)
- 1900 : scénographie du stand de l'Université des arts appliqués de Vienne pour l'exposition universelle de Paris
- 1904 : salon pour la maison d'Emilie Louise Flöge (Vienne)
- 1905 : ameublement de la maison de Margarethe Stonborough (Berlin)
- 1907 : supervise la décoration du Cabaret Fledermaus (Vienne, Kärntner Straße 33)
- 1911 : aménagement des jardins du Palais Stoclet (Bruxelles)
- 1916-1917 : ameublement de la maison de Paul Wittgenstein (Vienne)
- 1934 : Aménagement de la filiale des usines Viktorin au Burgring 3, Vienna avec Oswald Haerdtl[8]
- 1934 : showroom présentant les arts et métiers, Austrian Exhibition, Londres
- 1937 : participe à l'exposition universelle de 1937 (Paris)
- 1937 : décoration du casino de Baden (Autriche)
- 1937 : charte graphique de la maison d'édition Schroll (Vienne)
- 1938 : « Maison de la Mode », Palais Lobkowitz (Vienne)

## Postérité
Sa veuve, Carla Hoffmann, a confié à la Wittmann Möbelwerkstätten les droits sur les créations de son époux. Wittmann a commencé à rééditer des « meubles Hoffmann » dans les années 1970, tels le célèbre fauteuil Kubus. Les luminaires sont fabriqués à la main sous licence de la Fondation Josef Hoffmann par la société viennoise Woka.
En 1987, le MAK de Vienne, qui conserve par ailleurs un fonds important autour du Wiener Werkstätte, a organisé une exposition intitulée Josef Hoffmann: Ornament zwischen Hoffnung und Verbrechen. Une nouvelle exposition est organisée en 1992 sur son lieu de naissance à Brtnice (Pirnitz) en République tchèque, par le MAK en collaboration avec la Moravská Galerie de Brno, laquelle est reprise à New York. Depuis 2006, les deux institutions gèrent le musée Josef Hoffmann situé à Brtnice, qui présente une collection permanente et des expositions temporaires sur Josef Hoffmann et ses contemporains. 
En 2007, la poste autrichienne dans une série dédiée au Jugendstil, émet un timbre commémoratif, un détail du collier conçu par Josef Hoffmann en 1916, et conservé au MAK de Vienne.
En 2011-2012, le palais du Belvédère (Vienne) organise une exposition intitulée Pioniere der Moderne: Gustav Klimt / Josef Hoffmann.
En 2022, le MAK de Vienne organise une nouvelle exposition consacrée à Hoffmann intitulée Fortschritt durch Schönheit.